# Столичний експрес
«Столичний експрес» — відомий бренд, яким іменується низка фірмових денних маршрутів на Укрзалізниці.

## Історія
Першим із таких потягів став «Столичний експрес» у сполученні Київ — Харків, що курсував двічі на день з 2002 року до моменту запуску швидкісного руху у 2012 році. Час в дорозі становив на той час близько 6 годин, і це був найшвидший наземний маршрут між двома містами-мільйонниками. Символічність назви у тому, що маршрут об'єднав дві столиці України: минулу і сучасну.
Урочистий запуск нового прискореного поїзда № 161/162 «Столичний експрес» Харків — Київ відбувся 11 липня 2002 року на станції Харків-Пасажирський. У цій події взяли участь Леонід Кучма, Міністр транспорту України — Генеральний директор «Укрзалізниці» Георгій Кірпа, керівництво Харківської області та Харкова, начальник Південної залізниці Віктор Остапчук та інші. Урочисті зустрічі рейсу відбулися у Полтаві та Києві.
15 листопада 2002 року запущений аналогічний «Столичний експрес» № 163/164 з дзеркально протилежним тактом: потяг вирушав з Харкова близько 16:30, з Києва — близько 06:00 ранку.
У 2003 році денні експреси були впроваджені на ділянці Київ — Дніпропетровськ. Відтак практично було закладено підвалини розвитку нового виду транспорту: уже згодом денні прискорені поїзди завоювали значну прихильність у пасажирів.
Подальший розвиток
На маршруті Київ — Харків поряд з трьома парами «Інтерсіті+» (через Полтаву) курсує у нічний час «Столичний експрес» через Конотоп, Ворожбу. Потяг виконує роль місцевого, розвозячи пасажирів у сидячих вагонах із Києва, Харкова, Сум до малих станцій.
За аналогією до «Столичного експреса» було запущено «Подільські експреси» до Хмельницького і Кам'янця-Подільського (через Вінницю, Жмеринку і через Хмільник, Старокостянтинів), до Тернополя і Могиліва-Подільського. Також курсує «Південний експрес» Одеса — Вінниця.
У 2012 році вирушили в перші рейси швидкісні потяги, внаслідок чого вивільнилася частина «Столичних експресів», і їх направили на Шостку, а старенькі електропоїзди Київ — Шостка були направлені на приміські маршрути.
Наприкінці березня 2015 року Укрзалізниця запустила два нові регіональні поїзди № 788/787 Черкаси — Київ по непарних числах та №790/789 Кіровоград — Київ по парних числах формування Південної залізниці. Це були пробні маршрути для вивчення пасажиропотоку.

## Маршрути
На теперішній час потяги курсують за наступними маршрутами:
| «Столичний експрес»   |                              |
| №                     | Сполучення                   |
| 766/765               | Київ — Херсон                |
| 767/768               | Київ - Херсон                |
| 776/775               | Київ — Харків                |
| 780/779               | Вінниця, Київ — Суми         |
| 782/781               | Київ — Черкаси               |
| 790/789               | Київ — Кропивницький         |
| 792/791               | Київ — Кременчук             |
| «Подільський експрес» |                              |
| 757/758               | Київ — Могилів-Подільський   |
| 769/770               | Київ — Кам'янець-Подільський |
| 771/772               | Київ — Хмельницький          |
| 774/773               | Київ — Шостка                |
| 778/777               | Київ — Шостка                |
| 784/783               | Київ — Шостка                |
| 786/785               | Київ — Шостка                |